# Myrmornis torquata
El hormiguero alifranjeado (en Nicaragua, Panamá y Ecuador) (Myrmornis torquata), también denominado hormiguero alirrayado (en Costa Rica), hormiguero de ala bandeada (en Perú), gallito selvático (en Venezuela) u hormiguero alifranjeado sureño,  es una especie de ave paseriforme de la familia Thamnophilidae; era la única especie del género Myrmornis hasta la propuesta separación de Myrmornis stictoptera. Es nativo de Centro y Sudamérica. 

## Distribución y hábitat
Se distribuye de forma disjunta y local en Honduras, Nicaragua, este de Panamá y noroeste de Colombia; en el centro sur y sureste de Colombia, noreste de Ecuador y norte de Perú; y en el sureste de Venezuela, Guyana, Surinam, Guayana francesa y noreste y centro sur de la Amazonia brasileña. Ver más detalles en Subespecies.
Esta especie es bastante rara en su hábitat natural, el suelo, o cerca, de selvas húmedas de terra firme, tal vez sea más numeroso hacia el este. Principalmente debajo de los 400 m de altitud, pero hasta los 1200 m en los tepuyes.

## Descripción
El hormiguero alifranjeado mide unos 16,5 cm de largo y pesa una media de 46 gramos. Las partes superiores de su cuerpo son pardas y su vientre es gris. Tiene una mancha negra que se extiende de las mejillas hasta el pecho. Sus alas también son oscuras y presentan tres rayas amarillentas. Su cola es corta y su pico es recto, largo y grisáceo.

## Sistemática

### Descripción original
La especie M. torquata fue descrita por primera vez por el naturalista neerlandés Pieter Boddaert en 1783 bajo el nombre científico Formicarius torquatus; localidad tipo «Cayena, Guayana francesa.»
El género Myrmornis fue descrito por el naturalista francés Johann Hermann en 1783.

### Etimología
El nombre genérico «Myrmornis» deriva del griego «murmēx, murmēkos o murmos»: hormiga, y «ornis, ornithos»: ave;  y el nombre de la especie «torquata», deriva del latín «torquatus»: de collar.

### Taxonomía
A pesar de que su morfología terrestre recuerda a un Formicariidae, su plumaje y vocalización sugieren que la presente especie es un miembro de Thamnophilidae. Los datos genéticos y morfológicos han confirmado la corrección de esta tesis. Estos datos genéticos también demuestran que Myrmornis está hermanado al par formado por los géneros Thamnistes y Pygiptila y se propuso que los tres géneros sean colocados en una subfamilia separada Myrmornithinae Sundevall, 1872.
La clasificación Aves del Mundo (HBW), así como también Birdlife International (BLI), consideran a la subespecie M. t. stictoptera como especie separada de M. torquata: el hormiguero alifranjeado norteño (Myrmornis stictoptera), con base en diferencias de morfología, mayormente de plumaje, y de vocalización.

### Subespecies
Según las clasificaciones del Congreso Ornitológico Internacional (IOC) y Clements Checklist v.2018, se reconocen dos subespecies, con su correspondiente distribución geográfica:
- Myrmornis torquata stictoptera (Salvin, 1893) - localmente en el sureste de Honduras, noreste y sureste de Nicaragua, este de Panamá (al este desde la zona del Canal) y extremo noroeste de Colombia (Chocó, Córdoba, sur de Bolívar,oeste de Boyacá).
- Myrmornis torquata torquata (Boddaert, 1783) - centro sur y sureste de Colombia (base oriental de los Andes, en el oeste de Caquetá, este de Cauca, Putumayo), noreste de Ecuador (Napo, Pastaza), norte de Perú al norte del río Amazonas (Loreto); sureste de Venezuela (este y sur de Amazonas, Bolívar), las Guayanas, y norte y sur de la Amazonia brasileña (norte de Roraima al este hasta Amapá y oeste de Maranhão y hacia el sur hasta el bajo río Madeira y medio río Araguaia, y este de Rondônia al este hasta el sur de Pará y norte de Mato Grosso).